# Chinateatern
Chinateatern er et svensk privatteater i Stockholm ved siden af Hamngatan på vestsiden af Berzelii park i bydelen Norrmalm. Teatrets repertoire veksler hovedsageligt mellem musicals, farcer, revyer og stand-up. Den nuværende formand Vicky von der Lancken overtog ledelsen i januar 2009, og samtidig overtog aktieselskabet Oscarsteatern AB den fælles drift af Chinateatern og Oscarsteatern.

## Historie
Chinateatern blev oprettet på initiativ af bygherren Carl Zetterberg, der i forhandlinger med Charles Magnusson fra Svensk Filmindustri besluttede at bygge en stor biograf i Berzelii park. Biografen, der også kunne bruges som teater, skulle hedde "China" og have en kinesisk-inspireret bygningsform. Albin Stark blev ansat som arkitekt, og efter at have arbejdet i Kina var han godt bekendt med arkitekturen, som han tilpassede 1920'ernes klassicisme. Bygningen blev opført i 1927-1928. Over indgangens joniske pilastre (kronet med lanterner) indsatte arkitekten en rektangulær stentavle med en kinesisk inskription, der kan oversættes til Det perfekte syns hus.
Einar Forseth og Ewald Dahlskog stod for det kunstneriske interiør og havde opsat ikke mindre end 1485 stjerner i kuplen. Det er en nøjagtig kopi af stjernehimlen ved forårsjævndøgn i 1870. Stjernehimlen blev senere malet over, men restaureret ved opsætningen af musicalen Cats i 1987. Ved at bygge en kæmpe tribune kunne salen rumme 1486 tilskuere, dog blev antallet af pladser senere reduceret til 1245. På bygningens tag blev der opført en rund glaspavillon til servering med en taghave kaldt "Berzelii-terrassen".
Chinateatern indviedes som biograf den 19. oktober 1928 med Greta Garbos stumfilm Anna Karenina, og herefter stod Svensk Filmindustri for driften et stykke tid. Allerede i 1929 spillede Ernst Rolf sommerrevy på stedet, og han fortsatte i to sæsoner. Varieté-shows var i mange år almindelige på teatret om sommeren, mens stedet tjente som biograf i vintersæsonen.
Her er blevet spillet revy, musicals, komedier samt skoleteater, og sågar Dramaten har gjort brug af teatret. I 1980 ophørte teaterhuset som biograf. Chinateatern blev genåbnet med en livegallafest på tv den 12. marts 1982 med Bosse Parnevik som vært. Han drev teatret sammen med Hasse Wallman. I 1986 solgte Parnevik sin andel af teatret, og det blev videreført af Wallman i fællesskab med forskellige partnere til 1995.
Siden slutningen af 1980'erne har der været afholdt en del kongresser i teaterhusets lokaler. En ny udvidelse blev udført i 2001-2002 af Nyréns Arkitektkontor. Chinateatern er forbundet med hotel- og restaurantkomplekset Berns Salonger via en underjordisk gang.